# Elizabeth Montgomery
Elizabeth Montgomery, all'anagrafe Elizabeth Victoria Montgomery (Hollywood, 15 aprile 1933 – Los Angeles, 18 maggio 1995), è stata un'attrice statunitense.
È nota in particolare per aver interpretato nella serie televisiva Vita da strega (Bewitched) il ruolo di Samantha Stephens.

## Biografia

### Infanzia
Secondogenita degli attori Robert Montgomery ed Elizabeth Bryan Allen, trascorse i primi anni della sua vita a Beverly Hills. Sua sorella maggiore, Martha Bryan Montgomery, nata il 13 ottobre 1930, morì nel 1931 per cause naturali. Il 6 gennaio 1936 nacque il terzogenito della famiglia Montgomery, Robert Jr., detto "Skip", il quale condivise con la sorella Elizabeth la propria infanzia alternandola tra le case di famiglia in California e New York.
Liz, come amava essere chiamata, manifestò presto l'intenzione di diventare un'attrice tanto che, intorno all'età di 5 anni, abbozzò i primi timidi tentativi di recitazione assieme al fratello Skip durante le riunioni di famiglia. Debuttò in una recita scolastica nella versione francese di Little Red Riding Hood (Cappuccetto rosso) interpretando il ruolo del lupo. Durante l'infanzia, praticò diversi sport, tra cui l'equitazione, partecipando a diverse gare.
Grande fonte di ispirazione, che si sarebbe rivelata utile in futuro per il ruolo di Samantha nella serie TV Vita da strega, fu il rapporto di Liz con la cugina di primo grado di nome Panda. Le due cugine, molto somiglianti tra di loro, amavano spesso scherzare confondendo gli adulti di famiglia facendosi scambiare l'una per l'altra ed instaurando vere e proprie situazioni equivoche. Anni dopo, nella serie TV Vita da strega, molte situazioni di vita realmente vissute dalla Montgomery contribuirono a creare la figura dell'indomita cugina Serena, personaggio che si caratterizzava per l'esternalizzazione in video degli stessi accorgimenti psicologici e dei sotterfugi vissuti durante il periodo dell'infanzia. A un certo punto della serie, la Montgomery decise di adottare il nome d'arte di Pandora Spocks negli episodi in cui recitava nella parte di Serena, non ultimo per il fatto che lo pseudonimo di Pandora Spocks ricordava, all'orecchio degli anglosassoni, l'assonanza con le parole Pandora's box (vaso di Pandora), con un chiaro riferimento al racconto mitologico.
I genitori della Montgomery erano entrambi ben conosciuti nell'ambiente dello spettacolo e la loro notorietà e agiatezza economica le permisero di ricevere un'eccellente educazione sia nella vita che a scuola. Frequentò l'istituto femminile Westlake School a Beverly Hills, per trasferirsi successivamente alla Spence School e all'Accademia americana di arti drammatiche di New York. Trascorse la maggior parte delle vacanze in Europa, nel Regno Unito, dove il padre aveva interessi lavorativi, cinematografici ed economici. Nel 1950, quando i genitori divorziarono, lei e il fratello Robert Jr. vennero affidati alla madre.
Nel 1951, dopo tre anni di intenso tirocinio in accademia, ottenne la sua prima apparizione televisiva nello show Robert Montgomery Presents accanto al padre il quale, oltre ad essere il produttore dello spettacolo, ne era anche il conduttore.
A 18 anni decise di trasferirsi dal padre, il quale nel frattempo era convolato a nozze una seconda volta, con l'intento di intraprendere seriamente la carriera di attrice. Nel 1953 fece il suo debutto a Broadway nella commedia Late Love, che le valse il premio Daniel Blum's World Theatre Award quale migliore nuova rivelazione dell'anno.
Il 27 marzo 1954 si sposò a New York con Fred Gallatin Cammann, appartenente a una famiglia socialmente in vista. L'unione non fu felice e i due divorziarono l'anno seguente. Nel 1955 fece il suo debutto cinematografico accanto a Gary Cooper nel film Corte marziale, diretto da Otto Preminger. In quel periodo incontrò l'attore Gig Young, che iniziò a frequentare non appena ottenuto il divorzio dal precedente marito, e che sposò il 28 dicembre 1956. Il matrimonio si concluse con il divorzio nel 1963. Nel 1958 partecipò all'episodio Man With a Problem della serie TV Alfred Hitchcock presenta.
L'attrice continuò a lavorare facendo più di duecento apparizioni dal vivo in vari show televisivi, tra le quali nell'episodio 66 — terza stagione — di Ai confini della realtà, accanto a Charles Bronson, e ottenne una candidatura al Premio Emmy per la sua interpretazione nella serie Gli intoccabili. Alla fine del 1962, durante le audizioni per il film Johnny Cool, messaggero di morte, incontrò il regista William Asher, con il quale instaurò una relazione sentimentale.
Nel 1963 prese parte al film Le 5 mogli dello scapolo, assieme a Dean Martin. Il 26 ottobre dello stesso anno, l'attrice e William Asher si sposarono nella cittadina di El Paso, in Texas. I due proposero all'ABC un loro progetto artistico intitolato originariamente The Fun Couple, incentrato sulle vicissitudini di una ragazza dell'agiata borghesia in procinto di sposarsi con un ragazzo impiegato  presso una pompa di benzina. Ma i dirigenti della ABC, che avevano già pronto un copione per un episodio pilota di un'altra serie televisiva ideata da Sol Saks, proposero a loro volta un'altra idea, che di lì a poco sarebbe diventata la serie TV Vita da strega.

### Vita da strega

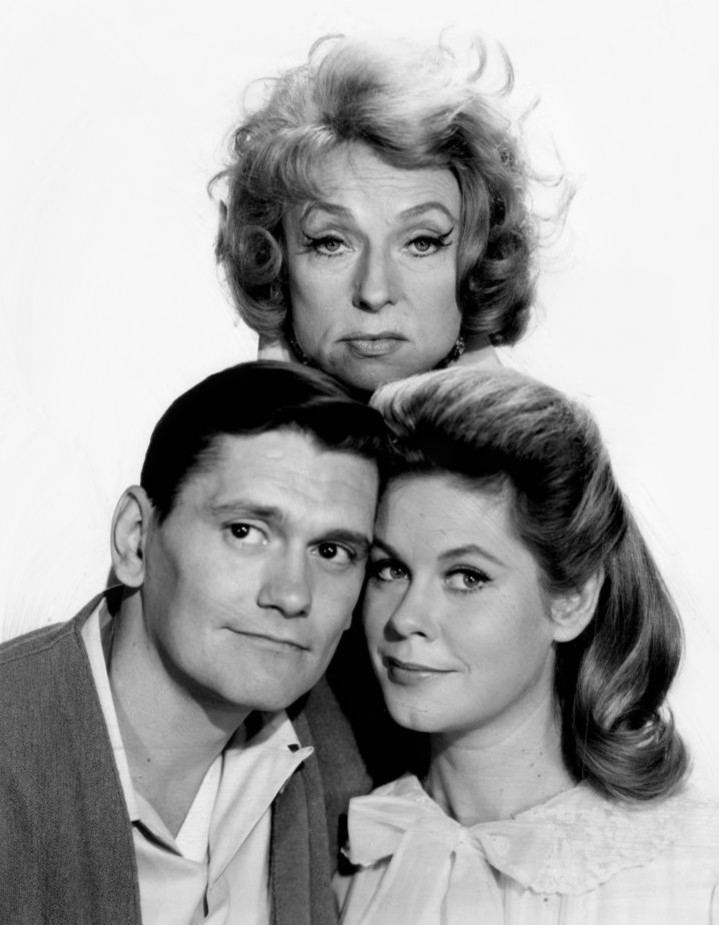
Vita da strega con Dick York, Agnes Moorehead e Montgomery

Dopo alcuni aggiustamenti proposti nel copione dell'episodio pilota della serie,  Montgomery e Asher accettarono di partecipare alla serie TV che si sarebbe intitolata Bewitched (Vita da strega per la versione italiana). L'idea di utilizzare la magia al posto dell'agiatezza economica per risolvere le vicissitudini della vita, appariva come un'inedita e fantasiosa soluzione che prendeva spunto da precedenti film quali Ho sposato una strega e Una strega in paradiso, dove i problemi quotidiani di un essere mortale, che sposava una strega bellissima, erano il fulcro su cui ruotava l'intera trama televisiva.
Nel novembre 1963 iniziarono le riprese dell'episodio pilota di Vita da strega, mentre Montgomery era in attesa del primo figlio, il che costrinse i produttori a ingegnarsi per nascondere in scena la sua gravidanza. Il 24 luglio 1964 nacque il primogenito a cui venne dato il nome di William Allen Asher, Jr. Il 5 ottobre 1965 nacque il secondogenito Robert Deverell Asher, nel periodo che coincise con l'ingresso nella serie del personaggio di Tabatha (poi chiamata Tabitha). Il 17 giugno 1969 l'attrice diede alla luce la terzogenita Rebecca Elizabeth Asher. All'apice della carriera, protagonista di una serie tra le più popolari e di successo tra gli show televisivi di prima serata, Montgomery considerò di cambiare il suo nome in modo che si evitasse di pensare che il suo successo fosse dovuto al rapporto di parentela col padre Robert.
Nel 1971 Vita da strega iniziò a evidenziare difficoltà di competizione con altri show televisivi e la mancanza di idee innovative portò alla decisione di concludere la serie con l'ottava stagione, il cui ultimo episodio venne trasmesso il 25 marzo 1972. L'evento coincise anche con la fine del  matrimonio dell'attrice con William Asher il quale, dopo un periodo di separazione, nel 1973 le concesse un divorzio consensuale e l'affidamento dei figli.

### Premi e riconoscimenti
Durante la sua carriera, fu nominata nove volte agli Emmy awards. L'accademia per la scienza e le arti televisive la nominò cinque volte per Vita da strega, una per Gli intoccabili e per i film TV A Case of Rape, La leggenda di Lizzie Borden e la miniserie televisiva La nuova terra.
Reagì sempre sportivamente pur non avendo mai vinto i tanto desiderati Emmy awards. Nel libro The Bewitched Book dichiarò: «Penso che sia buffo, voglio dire… se Susan Lucci, la quale penso sia fantastica, non ha mai vinto, direi che sono in buona compagnia. Forse noi due dovremmo lavorare insieme un giorno, per realizzare qualcosa di veramente brillante, e poi perdere nuovamente insieme alla nomination. Farebbe diventare isterici».
Il 19 giugno 2003, il comitato della Hollywood Walk of Fame ha annunciato che per il 2004, Elizabeth avrebbe ricevuto un riconoscimento postumo alla carriera: una statua in bronzo a Salem (Massachusetts) che è stata realizzata. Nel gennaio 2008 ha ricevuto il riconoscimento di una stella a Hollywood a lei intitolata.

### Ultimi anni
Poco dopo il divorzio, fu impegnata nella realizzazione del film per la televisione La signora Sundance, sul cui set conobbe l'attore Robert Foxworth, con il quale instaurò una nuova relazione.
Continuò a lavorare in film drammatici per la televisione quali A Case of Rape, La leggenda di Lizzie Borden e Belle Starr fino al 1985, quando decise d'interrompere temporaneamente l'impegno nel cinema per seguire Foxworth sul set della serie televisiva Falcon Crest.
A conclusione delle apparizioni di Foxworth in Falcon Crest, i due realizzarono insieme un nuovo film, Face to Face, girato in Africa orientale. Di ritorno negli USA, l'attrice contribuì a denunciare all'opinione pubblica i retroscena della caccia di frodo ed il pessimo clima politico esistente in Africa. In aderenza alle iniziative umanitarie portate in scena nei panni di Samantha in Vita da strega, fece sue queste convinzioni anche nella vita privata.
Dopo aver rinunciato ad apparire in un episodio speciale di Vita da strega, nel 1992 diede un altro esempio d'iniziativa in campo sociale a tutela dei diritti umani partecipando a una speciale rimpatriata tra Darrin e Samantha Stephens per un'ultima volta in pubblico, quando a Dick Sargent (il secondo Darrin Stephens), che aveva da poco dichiarato la propria omosessualità, fu chiesto di sponsorizzare una parata per la giornata del Gay Pride a Los Angeles. L'attrice accettò di partecipare alla manifestazione, sfilando con Sargent sul carro della parata. Nell'occasione ebbe modo di dichiararsi apertamente dalla parte degli omosessuali, difendendo così indirettamente lo stesso Sargent, vittima di numerosi attacchi mediatici da parte della stampa e in quel periodo gravemente malato di un tumore alla prostata.
Poco tempo dopo fu di nuovo coprotagonista, insieme a Foxworth, nel film Immagini dall'incubo. Dopo quasi 20 anni di vita insieme, il 28 gennaio 1993 la coppia si sposò. La notizia del matrimonio rimase ignota ai più fino alla morte di lei. Dopo quell'esperienza artistica, tornò alle origini cercando ruoli drammatici e rifiutando di rivestire i panni della strega, negando anche di esibire ai fan la sua caratteristica mossa di arricciare il naso. Oltre a recitare in film per la televisione, prestò la sua voce, tra gli altri, al personaggio nella serie animata Batman. Recitò a memoria per gli The Erotic Sleeping Beauty Books, scritti da Anne Rice con lo pseudonimo A.N. Roquelaure, incidendoli su nastro.
Nel 1995, durante le riprese del film In linea con la morte, si ammalò gravemente. Solo al termine della lavorazione si sottopose a controlli medici, a seguito dei quali le venne diagnosticato un tumore al colon. Morì il 18 maggio 1995, all'età di 62 anni, a causa del tumore diagnosticatole otto settimane prima.

## Filmografia

### Cinema
- Corte marziale (The Court-Martial of Billy Mitchell), regia di Otto Preminger (1955)
- Susanna agenzia squillo (Bells Are Ringing), regia di Vincente Minnelli (1960)
- Johnny Cool, messaggero di morte (Johnny Cool), regia di William Asher (1963)
- Le 5 mogli dello scapolo (Who's Been Sleeping in My Bed?), regia di Daniel Mann (1963)
- Bikini Beach, regia di William Asher (1964)
- How to Stuff a Wild Bikini, regia di William Asher (1965)

### Televisione
- Robert Montgomery Presents – serie TV, 30 episodi (1951-1956)
- Armstrong Circle Theatre – serie TV, 2 episodi (1953-1954)
- Kraft Television Theatre – serie TV, 7 episodi (1954-1957)
- Appointment with Adventure – serie TV, 2 episodi (1955-1956)
- Studio One – serie TV, 3 episodi (1955-1958)
- Warner Brothers Presents – serie TV, 1 episodio (1956)
- Climax! – serie TV, episodio 2x31 (1956)
- Playhouse 90 – serie TV, 1 episodio (1958)
- Suspicion – serie TV, 1 episodio (1958)
- Eredità amara (Bitter Heritage), regia di Paul Wendkos – film TV (1958)
- The DuPont Show of the Month – serie TV, 1 episodio (1958)
- Cimarron City – serie TV, episodio 1x06 (1958)
- Alfred Hitchcock presenta (Alfred Hitchcock Presents) – serie TV, 1 episodio (1958)
- Letter to Loretta – serie TV, 1 episodio (1959)
- The Third Man – serie TV, 1 episodio (1959)
- Avventure lungo il fiume (Riverboat) – serie TV, episodio 1x02 (1959)
- Johnny Staccato – serie TV, episodio 1x10 (1959)
- Carovane verso il west (Wagon Train) – serie TV, 1 episodio (1959)
- The Tab Hunter Show – serie TV, 1 episodio (1960)
- Alcoa Presents: One Step Beyond – serie TV, 1 episodio (1960)
- Gli intoccabili (The Untouchables) – serie TV, 1 episodio (1960)
- Ai confini della realtà (The Twilight Zone) – serie TV, episodio 3x01 (1961)
- The Spiral Staircase, regia di Boris Sagal – film TV (1961)
- Theatre '62 – serie TV, 1episodio (1961)
- Thriller – serie TV, episodio 2x06 (1961)
- Frontier Circus – serie TV, 1 episodio (1961)
- Scacco matto (Checkmate) – serie TV, episodio 2x13 (1962)
- Fred Astaire (Alcoa Premiere) – serie TV, 1 episodio (1962)
- Saints and Sinners – serie TV, 1 episodio (1963)
- Boston Terrier, regia di Walter Grauman – film TV (1963)
- Gli uomini della prateria (Rawhide) – serie TV, episodio 6x03 (1963)
- Indirizzo permanente (77 Sunset Strip) – serie TV, episodio 6x06 (1963)
- Undicesima ora (The Eleventh Hour) – serie TV, 1 episodio (1963)
- La legge di Burke (Burke's Law) – serie TV, 2 episodi (1963-1964)
- Vita da strega (Bewitched) – serie TV, 254 episodi (1964-1972)
- On the Run, regia di William Asher– film TV (1965)
- The Victim, regia di Herschel Daugherty – film TV (1972)
- La signora Sundance (Mrs. Sundance), regia di Marvin J. Chomsky – film TV (1974)
- A Case of Rape, regia di Boris Sagal – film TV (1974)
- La leggenda di Lizzie Borden (The Legend of Lizzie Borden), regia di Paul Wendkos – film TV (1975)
- Una violenta dolce estate (Dark Victory), regia di Robert Butler – film TV (1976)
- A Killing Affair, regia di Richard C. Sarafian – film TV (1977)
- La nuova terra (The Awakening Land), regia di Boris Sagal – miniserie TV (1978)
- Jennifer - Storia di una donna (Jennifer: A Woman's Story), regia di Guy Green – film TV (1979)
- Atto di violenza (Act of Violence), regia di Paul Wendkos – film TV (1979)
- Belle Starr, regia di John A. Alonzo – film TV (1980)
- Quando il circo venne in città (When the Circus Came to Town), regia di Boris Sagal – film TV (1981)
- Finché vita non ci separi (The Rules of Marriage), regia di Milton Katselas – miniserie TV (1982)
- Ricostruzione di un omicidio (Missing Pieces), regia di Mike Hodges – film TV (1983)
- Con gli occhi di Emma (Second Sight: A Love Story), regia di John Korty – film TV (1984)
- Amos, regia di Michael Tuchner – film TV (1985)
- Ritorno dal buio (Between the Darkness and the Dawn), regia di Peter Levin – film TV (1985)
- Face to Face, regia di Lou Antonio – film TV (1990)
- Peccato originale (Sins of the Mother), regia di John Patterson – film TV (1991)
- Immagini dall'incubo (With Murder in Mind), regia di Michael Tuchner – film TV (1992)
- Omicidi a catena (Black Widow Murders: The Blanche Taylor Moore Story), regia di Alan Metzger – film TV (1993)
- Reporter d'assalto (The Corpse Had a Familiar Face), regia di Joyce Chopra – film TV (1994)
- In linea con la morte (Deadline for Murder: From the Files of Edna Buchanan), regia di Joyce Chopra – film TV (1995)

## Doppiaggio
- Gli antenati (The Flintstones) – serie TV, 1 episodio (1965)
- Batman (Batman: The Animated Series) – serie TV, 1 episodio (1995)

## Riconoscimenti parziali
- Golden Globe
  - 1965 – Candidatura alla miglior star televisiva per Vita da strega
  - 1967 – Candidatura alla miglior star televisiva per Vita da strega
  - 1969 – Candidatura alla miglior star televisiva per Vita da strega
  - 1971 – Candidatura alla miglior attrice in una serie commedia o musicale per Vita da strega

## Doppiatrici italiane
Nelle versioni in italiano dei suoi film, Elizabeth Montgomery è stata doppiata da:
- Dhia Cristiani in Corte marziale
- Maria Pia Di Meo in Le 5 mogli dello scapolo
- Melina Martello in Vita da strega